# 아시안 컵위너스컵
아시안 컵위너스컵(Asian Cup Winners' Cup)은 아시아 축구 연맹(AFC)에 의해 운영되던 클럽 대항 축구 대회였다. 1991년부터 AFC 회원국의 축구 협회의 FA컵 우승 팀이 참가하였다. 이 대회의 우승 팀은 아시안 클럽 챔피언십 우승 팀과 아시안 슈퍼컵에서 승자를 가렸다.
전년도 겨울부터 이듬해 여름까지 진행되는 형식을 취하였다. 이 대회와 아시안 클럽 챔피언십은 2002-03 시즌부터 AFC 챔피언스리그로 통합되면서 폐지되었다. 마지막 대회 우승 팀은 사우디아라비아의 알힐랄이었다.

## 대회 결과
| 연도               | 우승 팀                   | 득점              | 준우승 팀                   |
| ------------------ | ------------------------- | ----------------- | --------------------------- |
| 1990-91 상세정보   | 페르세폴리스 이란         | 1 - 0 (종합 전적) | 무하라크 바레인             |
| 1991-92 상세정보   | 닛산 일본                 | 6 - 1 (종합 전적) | 알나스르 사우디아라비아     |
| 1992-93 상세정보   | 요코하마 마리노스 일본    | 2 - 1 (종합 전적) | 페르세폴리스 이란           |
| 1993-94 상세정보   | 알카디시야 사우디아라비아 | 6 - 2 (종합 전적) | 사우스 차이나 홍콩          |
| 1994-95 상세정보   | 요코하마 플뤼겔스 일본    | 2 - 1 (연장전)    | 알샤브 아랍에미리트         |
| 1995 상세정보      | 벨마레 히라쓰카 일본      | 2 - 1             | 알탈라바 이라크             |
| 1996-97 상세정보   | 알힐랄 사우디아라비아     | 3 - 1             | 나고야 그램퍼스 에이트 일본 |
| 1997-98 상세정보   | 알나스르 사우디아라비아   | 1 - 0             | 수원 삼성 블루윙즈 대한민국 |
| 1998-99 상세정보   | 알이티하드 사우디아라비아 | 3 - 2 (연장전)    | 전남 드래곤즈 대한민국      |
| 1999-2000 상세정보 | 시미즈 에스펄스 일본      | 1 - 0             | 알자우라 이라크             |
| 2000-01 상세정보   | 알샤바브 사우디아라비아   | 4 - 2             | 다롄 스더 중국              |
| 2001-02 상세정보   | 알힐랄 사우디아라비아     | 2 - 1 (연장전)    | 전북 현대 모터스 대한민국   |

## 클럽별 우승 횟수
| 팀                     | 우승 | 준우승 | 우승 연도  | 준우승 연도 |
| ---------------------- | ---- | ------ | ---------- | ----------- |
| 요코하마 F. 마리노스1  | 2    | 0      | 1992, 1993 |             |
| 알힐랄                 | 2    | 0      | 1997, 2002 |             |
| 페르세폴리스           | 1    | 1      | 1991       | 1993        |
| 알나스르               | 1    | 1      | 1998       | 1992        |
| 알카디시야             | 1    | 0      | 1994       |             |
| 요코하마 플뤼겔스2     | 1    | 0      | 1995       |             |
| 벨마레 히라쓰카        | 1    | 0      | 1996       |             |
| 알이티하드             | 1    | 0      | 1999       |             |
| 시미즈 에스펄스        | 1    | 0      | 2000       |             |
| 알샤바브               | 1    | 0      | 2001       |             |
| 무하라크               | 0    | 1      |            | 1991        |
| 사우스 차이나          | 0    | 1      |            | 1994        |
| 알샤브                 | 0    | 1      |            | 1995        |
| 알탈라바               | 0    | 1      |            | 1996        |
| 나고야 그램퍼스 에이트 | 0    | 1      |            | 1997        |
| 수원 삼성 블루윙즈     | 0    | 1      |            | 1998        |
| 전남 드래곤즈          | 0    | 1      |            | 1999        |
| 알자우라               | 0    | 1      |            | 2000        |
| 다롄 스더              | 0    | 1      |            | 2001        |
| 전북 현대 모터스       | 0    | 1      |            | 2002        |

1 닛산 시절의 기록을 포함한다.
2 요코하마 플뤼겔스는 1999년 요코하마 마리노스와 함께 요코하마 F. 마리노스로 합병되었다.

## 국가별 우승 횟수
이 대회의 국가별 우승/준우승 횟수를 다음 표로 정리했다.
| # | 국가           | 우승 | 준우승 |
| - | -------------- | ---- | ------ |
| 1 | 사우디아라비아 | 6    | 1      |
| 2 | 일본           | 5    | 1      |
| 3 | 이란           | 1    | 1      |
| 4 | 대한민국       | 0    | 3      |
| 5 | 이라크         | 0    | 2      |
| 6 | 바레인         | 0    | 1      |
| 6 | 중국           | 0    | 1      |
| 6 | 홍콩           | 0    | 1      |
| 6 | 아랍에미리트   | 0    | 1      |